# Frederick Jagel
Frederick Jagel (Brooklyn, Nova York, 10 de juny, 1897 – San Francisco, Califòrnia, 5 de juliol, 1982), va ser un tenor nord-americà, principalment actiu al Metropolitan Opera als anys 30 i 40.

## Vida i carrera
Jagel va estudiar cant a la ciutat de Nova York i Milà. Va debutar com a Rodolfo a La bohème a Livorno, l'any 1924. Va cantar per tota Itàlia amb el nom de Federico Jaghelli. Després del seu retorn a Amèrica, va debutar al Metropolitan Opera el 8 de novembre de 1927, com a Radames a Aïda. En 23 temporades amb el Met, va cantar 217 actuacions en 34 papers, principalment en els repertoris italià i francès. Es pot escoltar en enregistraments de moltes emissions de ràdio del Metropolitan Opera, sobretot com Pollione a Norma al costat de Zinka Milanov, com Don Alvaro a La forza del destino amb Lawrence Tibbett amb Bruno Walter el 1943 i com Edgardo a Lucia di Lammermoor al costat de Lily Pons.
Jagel també va aparèixer a San Francisco, Chicago i Buenos Aires abans de retirar-se el 1950. Va ensenyar cant a Nova York després de la seva jubilació. Entre els seus alumnes hi havia els tenors Augusto Paglialunga, David Romano, Robert Moulson i John Stewart, així com el baix-baríton Justino Díaz. També va exercir com a president del departament de veu del New England Conservatory of Music de Boston.